# رشید بکر
رشید بکر (انگلیسی: Rashid Bakr; زاده ۲۴ ژوئن ۱۹۳۰ – درگذشته ۱۱ مارس ۱۹۸۸) سیاستمدار اهل سودان بود. وی از ۱۱ اوت ۱۹۷۶ تا ۱۰ سپتامبر ۱۹۷۷ نخست‌وزیر سودان بود.
رشید بکر در ۱۱ مارس ۱۹۸۸، در سن ۵۷ سالگی درگذشت.